# Veränderlicher Stern

Animation des veränderlichen Sterns V838 Monocerotis

Veränderliche Sterne, variable Sterne oder kurz Veränderliche, sind Sterne, die von der Erde aus gesehen relativ kurzfristige Helligkeitsschwankungen aufweisen,  deren Ursache nicht durch Vorgänge im Sonnensystem erklärt werden kann – wie z. B. dem Funkeln der Sterne (Szintillation), das durch die Luftunruhe der Erdatmosphäre hervorgerufen wird. Die Helligkeit veränderlicher Sterne schwankt mit Perioden, die im Vergleich zur allgemeinen Sternentwicklung als sehr kurz anzusehen sind. Lichtwechsel können innerhalb von Stunden, Tagen bis hin zu Jahrzehnten bis Jahrhunderten beobachtet werden. Man unterscheidet zwei unterschiedliche Arten von Veränderlichkeit:
- Intrinsische Veränderlichkeit, bei der sich die Leuchtkraft des Sterns ändert
- Extrinsische Veränderlichkeit, bei der die Leuchtkraft konstant, jedoch  die aus Sicht der Erde sichtbare Helligkeit veränderlich ist. Ein Beispiel ist Bedeckungsveränderlichkeit, bei der ein Stern von einem Begleiter verdeckt wird.

Früher wurden veränderliche Sterne als etwas Besonderes angesehen. Heutzutage nimmt man an, dass alle Sterne im Laufe ihrer Entwicklung zeitweise Helligkeitsschwankungen zeigen, denn in den letzten Jahrzehnten haben Beobachtung und Entwicklung der Messtechnik das Wissen über veränderliche Sterne erweitert.
Dadurch hat sich auch die Zahl der Sterne, an denen man Helligkeitsvariationen feststellen kann, um ein Vielfaches erhöht. Durch die Steigerung der Messgenauigkeit ist es komplizierter geworden, eine allgemeingültige Definition zu finden, um veränderliche Sterne von den unveränderlichen abzugrenzen:
- Der Lichtwechsel ist im optischen, im nahen ultravioletten oder im nahen infraroten Bereich beobachtbar.
- Die fotometrisch messbaren Amplituden haben sich in den letzten 100 Jahren von etwa 0,05 mag auf 0,0001 mag bei Satellitenmessungen verfeinert, was eine Grenzziehung zu „unveränderlichen“ Sternen relativiert.

## Geschichte

### Antike
Die ersten Beschreibungen von Veränderlichen finden sich in chinesischen Chroniken. Die neuen Sterne waren entweder Novae oder Supernovae. Allerdings kann es sich auch um Kometen oder Planetenkonstellationen gehandelt haben. Nach dem Aristotelischen Weltbild war der Himmel ewig und alle Änderungen Erscheinungen der Atmosphäre. Es gibt daher keine Berichte über veränderliche Sterne aus der Antike. Erst mit dem Beginn der Renaissance wurden die veränderlichen Sterne wahrgenommen.

### Renaissance

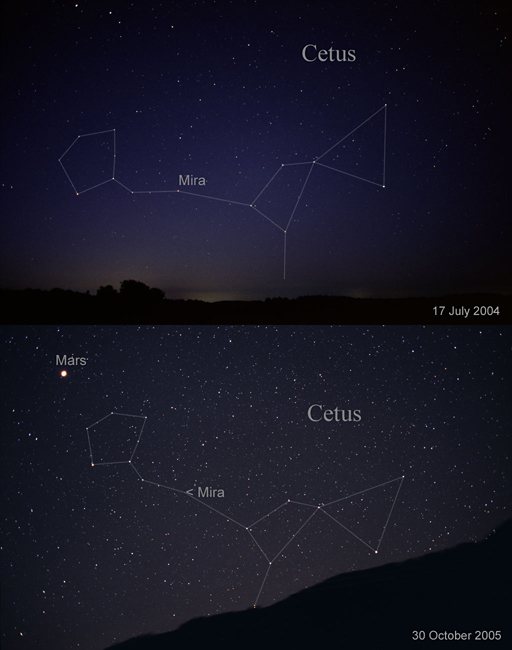
Der veränderliche Stern Mira zu zwei verschiedenen Zeiten fotografiert.

Der erste beobachtete Veränderliche war Mira („die Wunderbare“), der 1596 erstmals von David Fabricius beschrieben wurde. Der zyklenartige Lichtwechsel des mit dem bloßen Auge zeitweilig sichtbaren Mirasterns mit einer Periode von 11 Monaten und einer Amplitude von 8 mag wurde erstmals 1639 von Johann Holwarda beschrieben. Dies war der erste bekannte Veränderliche neben den Gaststernen (Novae oder Supernovae). Bereits 1572 hatte Tycho Brahe anhand der unmessbar kleinen Parallaxe der Supernova des Jahres nachgewiesen, dass die Gaststerne keine Erscheinungen der Atmosphäre sind. Allerdings sind Novae und Supernovae bis zum Beginn des 20. Jahrhunderts nicht zu den Veränderlichen gezählt worden.

### Die visuelle Epoche
Mira wurde lange Zeit als einmalig angesehen – bis zur Entdeckung der Veränderlichkeit von Algol durch Geminiano Montanari im Jahre 1669. Bis zum Jahre 1844 waren nur 21 veränderliche Sterne bekannt, die entweder zufällig gefunden worden waren oder bei der Suche nach Asteroiden entdeckt wurden. Im selben Jahr veröffentlichte Friedrich Wilhelm August Argelander seine „Aufforderung an die Freunde der Astronomie“, die wohl als Anstoß für eine systematische Entdeckung und Beobachtung veränderlicher Sterne angesehen werden kann.
Durch die Bonner Durchmusterung gab es in der zweiten Hälfte des 19. Jahrhunderts erstmals einen Sternatlas für teleskopische Sterne; also Sterne, die mit dem bloßen Auge nicht sichtbar sind. Durch den Vergleich des Sternhimmels im Teleskop mit der Bonner Durchmusterung sind zahlreiche Veränderliche großer Amplitude entdeckt worden. Die Helligkeitsbestimmung wurde durch Schätzung des Veränderlichen gegen konstante Vergleichssterne erzielt. Diese Methode erreicht eine Genauigkeit von bestenfalls 0,3 mag und ist subjektiven Einflüssen unterworfen. Amateurastronomen beobachten bis heute mit dieser Methode und ihre kombinierten Langzeitlichtkurven über einen Bereich von mehr als 100 Jahren sind in der Forschung von großem Wert.

### Einführung fotografischer Verfahren
Als nach 1880 die Empfindlichkeit der fotografischen Platten die Aufnahme von Sternen ermöglichte, leitete dies eine neue Epoche in der Untersuchung veränderlicher Sterne ein. Eine fotografische Platte speichert die Helligkeit tausender Sterne für spätere Untersuchungen und erleichtert die Entdeckung. Dabei werden zwei Platten derselben Himmelsregion geblinkt: Die Aufnahmen werden so angeordnet, dass sich die Sterne überdecken und mit Hilfe eines Shutters wird abwechselnd jeweils die eine oder andere Platte gezeigt. Veränderliche Sterne zeigen sich durch ein Blinken. Auf diese Weise sind die meisten Veränderlichen bis circa 1990 aufgefunden worden. Dabei können Veränderliche mit Amplituden von weniger als 0,3 mag entdeckt werden, was auch der Genauigkeit der Helligkeitsmessungen entspricht. Die für die astronomische Entfernungsmessung wichtige Perioden-Leuchtkraft-Beziehung der Cepheiden wurde 1912 von Henrietta Swan Leavitt erstmals beschrieben bei einer Untersuchung der Veränderlichen in den Magellanschen Wolken. Allerdings war es zunächst nicht möglich, diese Beziehung zu kalibrieren.

### Das 20. Jahrhundert
Neue und verbesserte Beobachtungstechniken haben es zusammen mit der Weiterentwicklung der theoretischen Physik ermöglicht, die Ursachen der Helligkeitsänderungen veränderlicher Sterne im Rahmen der Astrophysik zu verstehen.
- Die Sternspektroskopie hat die Messung von Radialgeschwindigkeitsänderungen, Temperaturen, Oberflächenbeschleunigungen, stellarer Magnetfelder und der chemischen Zusammensetzung von Sternen möglich gemacht. So konnte die Vermutung aus dem Jahre 1784, dass Algol ein Bedeckungsveränderlicher ist, erst durch die Messung der Radialgeschwindigkeitskurve bewiesen werden.
- Die lichtelektrische Fotometrie begann bereits kurz nach der Entdeckung des lichtelektrischen Effekts und dadurch konnte die Genauigkeit der gemessenen Helligkeiten auf zunächst 0,01 mag gesteigert werden. Nach dem Zweiten Weltkrieg konnte durch rauschärmere Verstärker, größere Teleskope und stabilere Spannungsversorgung die Messgenauigkeit sogar auf einige millimag verbessert werden. Gleichzeitig konnte die Integrationszeit auf Sekundenbruchteile reduziert werden, was zur Entdeckung sehr schneller Phänomene wie dem Flickering bei Akkretionprozessen geführt hat.
- Die Beobachtung von Sternen außerhalb des visuellen Bereiches hat viel zum Verständnis der veränderlichen Sterne beigetragen und erst das Interesse an neuen Sternklassen erweckt. Hierbei sind zu nennen die satellitengestützten Messungen im Bereich der Gammastrahlung, Röntgenstrahlung, Ultraviolettstrahlung sowie Infrarotstrahlung und Mikrowellenstrahlung. Nur das nahe Infrarot und Radiowellen sowie der visuelle Bereich können von der Erdoberfläche beobachtet werden.
- Mit Hilfe der Simulation von Sternen in Computern konnten Sternmodelle und ihre Entwicklung getestet und immer wieder verbessert werden.

### Das 21. Jahrhundert
In diesem Jahrhundert setzen sich bisher die Trends fort, die sich bereits in den letzten Jahrzehnten des letzten Jahrhunderts angedeutet haben.
- CCD-Sensoren haben die lichtelektrische Photometrie und fotografische Technik bis auf wenige Ausnahmen abgelöst. Da mit Hilfe von CCDs die Helligkeit hunderter bis tausender Sterne bereits als digitale Daten vorliegen, läuft die Entdeckung und Klassifikation veränderlicher Sterne automatisch. So hat alleine das OGLE-Projekt mehr als 80.000 neue Veränderliche in oder in Richtung der Magellanschen Wolken entdeckt.
- Die Steigerung der Rechnerleistung ermöglicht den Übergang von 2D- zu 3D-Simulationen. Viele dynamische Prozesse wie Supernova-Ausbrüche, Pulsationen Roter Riesen und stellare Magnetfelder ergeben in 3D-Simulationen andere Ergebnisse als in den Berechnungen von 2D-Ausschnitten.
- Die satellitengestützten Beobachtungen haben die Genauigkeit der Helligkeitsmessungen in den Bereich einiger 0,0001 mag gesteigert. Dies hat zur Entdeckung extrasolarer Planetentransiten geführt und mittels Asteroseismologie tiefere Einblicke in den Aufbau von Sternen ermöglicht. Weiterhin hat z. B. das Hubble-Weltraumteleskop eine bedeutende Steigerung der Empfindlichkeit und Winkelauflösung gebracht. So konnte erstmals ein Jet eines T-Tauri-Sterns neben der verursachenden Akkretionsscheibe abgebildet werden.
- Die Erweiterung der Beobachtungstechnik zum Nachweis veränderlicher Sterne stützt sich nicht mehr ausschließlich auf elektromagnetische Strahlung. Heutzutage wird an der Verbesserung der Nachweisempfindlichkeit im Bereich der Neutrinoastronomie und der hochenergetischer, direkt aus den Sternen emittierten Teilchen gearbeitet.
- Das Digitalisieren der Plattensammlungen z. B. im Rahmen des DASCH-Projektes am Harvard-Smithsonian Center for Astrophysics führt zur Entdeckung langsamer und seltener Helligkeitsänderungen.

## Benennung
Der Benennung veränderlicher Sterne im allgemeinen galaktischen Feld ist eine Kombination aus einem Bezeichner und dem Sternbild. Nachdem im Katalog von Johann Bayer bereits die Buchstaben bis Q verwendet wurden, bekam der erste Veränderliche den Bezeichner R. Ein Beispiel ist der erste Veränderliche im Sternbild Schild, der den Namen R Scuti hat. Nachdem man bei Z angekommen war, folgten RR, RS … RZ und SS, ST bis SZ usw., bis ZZ. Als dieser Namensraum ausgeschöpft war, wurden AA bis AZ usw., bis zu QZ verwendet (J wurde ausgelassen, um eine Verwechselung mit I zu vermeiden). Danach wurde pro Sternbild mit der Nummer V335 angefangen und weitergezählt.
Veränderliche Sterne der Milchstraße werden im General Catalogue of Variable Stars gelistet und dies sind etwas über 50.000 mit dem Stand Ende 2016. Daneben sind im GCVS noch 10.000 Veränderliche in anderen Galaxien, als auch über 10.000 „vermutete“ Veränderliche aufgeführt. Diese beiden Anhänge werden nicht mehr aktualisiert. Ob die Namensgebung weitergeführt wird, ist offen. Es wird erwartet, dass der künstliche Satellit Gaia circa 18 Millionen neue veränderliche Sterne in der Milchstraße entdecken wird.

## Bedeutung
Veränderliche Sterne sind in vielfacher Weise für Astrophysik interessant:
- Veränderliche Sterne sind die Grundlage für die Entfernungsmessung innerhalb und außerhalb der Milchstraße über die Perioden-Leuchtkraft-Beziehung bei pulsierenden Veränderlichen und durch die identische Maximalhelligkeit aller Supernovae vom Typ Ia.
- Die Asteroseismologie bei pulsierenden Veränderlichen ermöglicht durch die Analyse von Schwingungen in einem Stern einen Einblick in den inneren Aufbau.
- Bei doppelperiodischen Pulsationsveränderlichen ist eine Berechnung der Sternmasse möglich. Dies kann ansonsten nur in Doppelsternsystemen geschehen. Dort kann allerdings durch vorherigen Massentransfer der Aufbau der Sterne von dem eines Einzelsterns abweichen.
- Bei Bedeckungsveränderlichen Sternen wird eine Auflösung der Sternoberfläche durch die Analyse der Helligkeitsänderung erreicht, wenn ein Stern einen zweiten verdeckt.
- Bei periodischen Veränderlichen können kleinste Änderungen des Sternaufbaus gefunden werden, da sich diese Veränderungen aufsummieren und damit leichter nachweisbar sind als bei einer direkten Messung.
- Keine Klassifikation erfordert einen geringeren Aufwand als die Messung der Helligkeit. Daher werden Veränderliche Sterne für stellarstatistische Untersuchungen verwendet, wenn die Sterne zu lichtschwach für die Aufnahme von Spektren sind.

## Klassifikation

Position einiger Veränderlichenklassen im Hertzsprung-Russell-Diagramm

Es gibt verschiedene Klassifizierungen Veränderlicher Sterne, wobei viele auf der Bestimmung der Amplitude, einer Periodizität und der Form der Lichtkurve beruhen. Des Weiteren werden spektrale Eigenschaften und je nach Typ das Verhalten bei Ausbrüchen beachtet. Im Folgenden werden die Gruppierungen aus dem General Catalogue of Variable Stars (GCVS) aufgeführt. Der Variable Star Index (VSX) der AAVSO enthält dieselben Gruppierungen, teilt einige Untergruppen („Sternklassen“) aber anders ein.
Mit Gaia DR3 erschien im Jahre 2022 ein neuer Katalog mit 10.509.536 veränderlichen Sternen.

### Bedeckungsveränderliche

Animation eines bedeckungsveränderlichen Doppelsterns mit resultierender Lichtkurve.

Bedeckungsveränderliche Sterne kann man beobachten, wenn die Komponenten eines Doppelsternsystems aus der Sicht der Erde hintereinander vorbeilaufen und sich dabei gegenseitig bedecken. Durch die Bedeckung eines Sterns ist nicht mehr die Helligkeit beider Sternscheiben von der Erde aus sichtbar und wir beobachten ein Minimum. Bedeckungsveränderliche Sterne sind vermutlich bereits seit dem Altertum als Veränderlich bekannt, spätestens ab seit dem 17. Jahrhundert. Das bekannteste Beispiel ist der Stern Algol – nach ihm ist die Untergruppe der Algolsterne benannt. Auch Sterne, bei denen mittels Transitmethode ein Exoplanet entdeckt wurde, werden zu den Bedeckungsveränderlichen gerechnet.

### Rotationsveränderliche
Rotationsveränderliche Sterne sind Sterne, die im Lauf ihrer Rotation ihre Helligkeit verändern. Dies geschieht entweder, weil sie als Komponenten enger Doppelsterne ellipsoidisch deformiert sind, oder weil sie eine nicht gleichmäßige Helligkeitsverteilung auf der Sternoberfläche zeigen. Eine nicht gleichmäßige Helligkeitsverteilung kann verursacht werden von Sonnenflecken bzw. von thermischen oder chemischen Inhomogenitäten, hervorgerufen durch ein Magnetfeld, das nicht mit der Rotationsachse übereinstimmt. Zu den Rotationsveränderlichen Sternen werden unter anderem die Pulsare gezählt.

### Pulsationsveränderliche

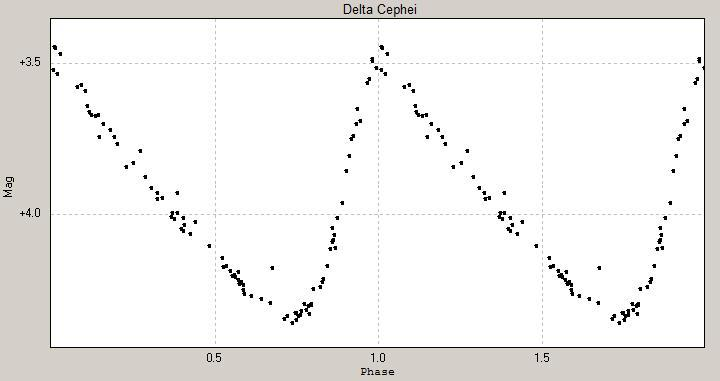
Lichtkurve des Cepheiden Delta Cephei

Pulsierende Veränderliche zeigen eine periodische Kontraktion bzw. Expansion ihrer Oberfläche. Die radiale oder nichtradiale Schwingung führt zu einer Leuchtkraftänderung aufgrund der Änderung des Radius, der Sternform und/oder der Oberflächentemperatur. Es gibt eine Vielzahl verschiedener Arten Pulsationsveränderlicher. Einige davon spielen aufgrund der Perioden-Leuchtkraft-Beziehung und ihrer hohen absoluten Helligkeit eine wichtige Rolle bei der Messung kosmischer Distanzen. Dazu zählen insbesondere die Cepheiden und die RR-Lyrae-Sterne. Bei vielen Pulsationsveränderlichen Sternen handelt es sich um Riesensterne und so gehören auch die relativ häufigen Mirasterne zu dieser Gruppe. Viele Pulsationsveränderliche Sterne befinden sich im Hertzsprung-Russel-Diagramm in der Nähe des Instabilitätsstreifens.

### Kataklysmische Veränderliche

Schematische Darstellung eines kataklysmischen Systems

Kataklysmische Veränderliche sind Sterne mit Helligkeitsausbrüchen, deren Ursache in thermonuklearen Reaktionen auf der Oberfläche oder im Sterninneren liegen. Die Ausbrüche können ihre Ursache aber auch in einer Akkretionsscheibe haben. Die meisten kataklysmischen Veränderlichen bestehen aus einem weißen Zwerg, der Materie über eine Akkretionsscheibe eines Begleiters bekommt. Diese Definition kataklysmischer Veränderlicher weicht von der ansonst in der Literatur verwendeten ab. Ebenfalls zu den Kataklysmischen Veränderlichen werden Astronomische Ereignisse wie Novae und Supernovae gezählt.

### Eruptive Veränderliche

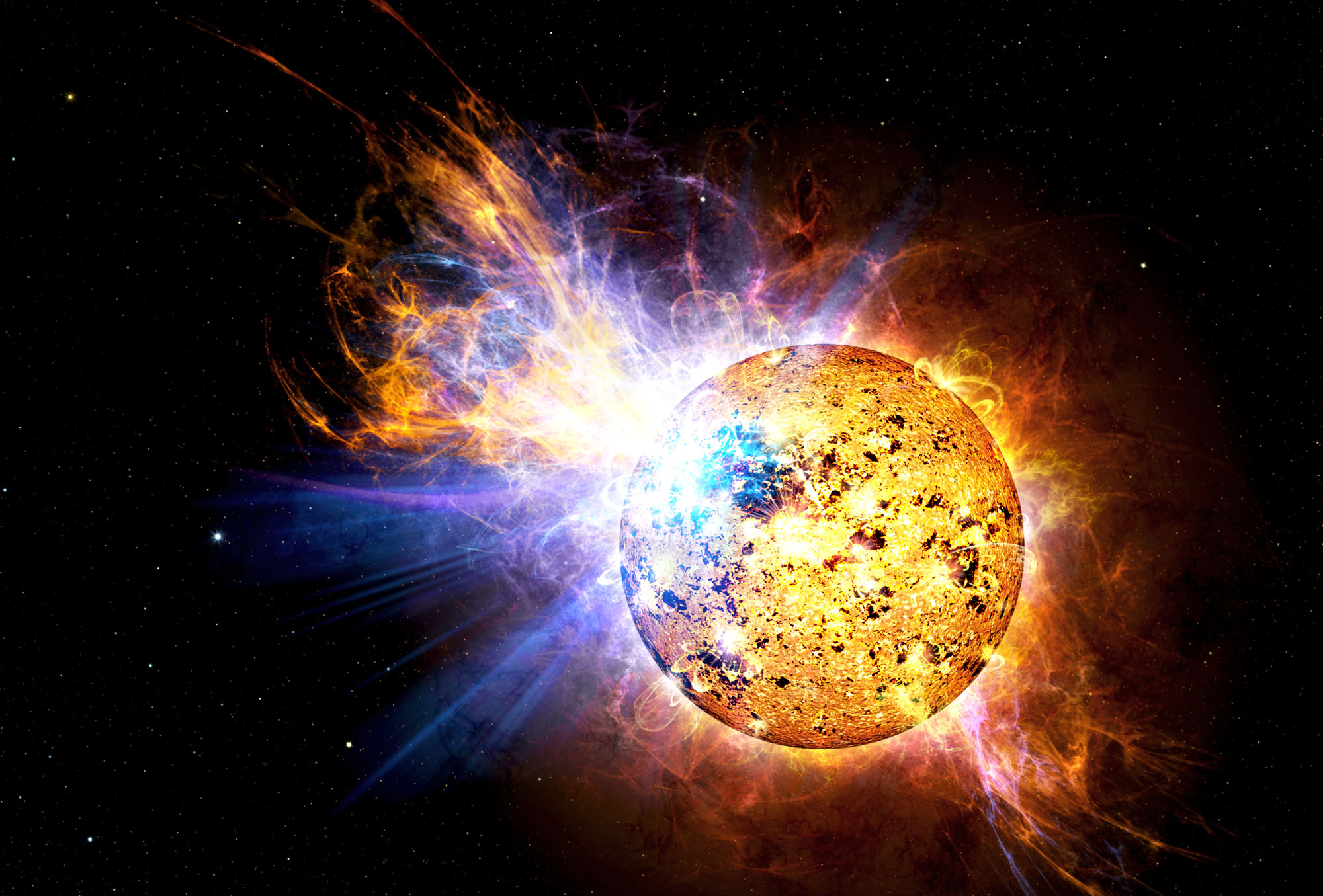
Künstlerische Darstellung des Flaresterns EV Lacertae

Die Helligkeitsänderungen der eruptiven Veränderlichen beruhen auf Flares, Hüllenausbrüchen oder Massenausflüssen in Form von Sternwinden und/oder Interaktion mit dem interstellaren Medium. Zu den Eruptiv veränderlichen Sternen gehören unter anderem die Leuchtkräftigen Blauen Veränderlichen (LBV), die jungen T-Tauri-Sterne sowie auch die Flaresterne. Viele Rote Zwerge wie Proxima Centauri sind auch Flaresterne.

### Röntgendoppelsterne

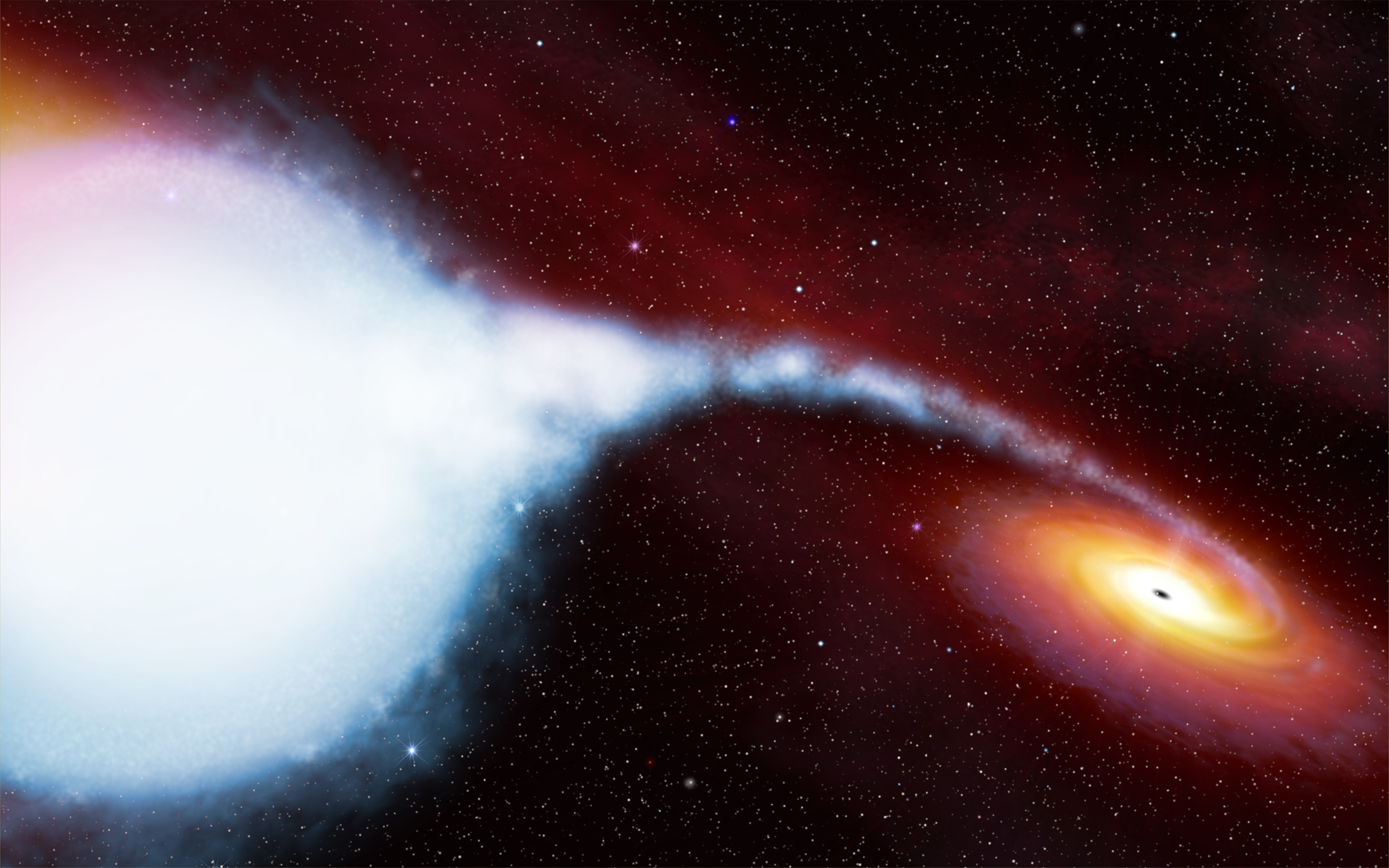
Künstlerische Darstellung vom Röntgendoppelstern Cygnus X-1

Röntgendoppelsterne sind Doppelsternsysteme, die Röntgenstrahlung aussenden. Dabei empfängt ein kompakter Partner durch Akkretion Materie eines anderen Sterns. Dadurch ähneln die Röntgendoppelsterne den kataklysmischen Veränderlichen.

### Klassifizierungen
- Typen veränderlicher Sterne.
- GCVS Variability Types. (englisch).
- VSX. (englisch).
- Typological classification of variable stars. (englisch, AFOEV).

### Videos
- Was sind Veränderliche? aus der Fernseh-Sendereihe alpha-Centauri (ca. 15 Minuten). Erstmals ausgestrahlt am 8. Juni 2005.